# Strong as Steel
Strong as Steel è il secondo album in studio della cantante australiana Tina Arena, pubblicato nel 1990. 

## Tracce
1. Woman's Work – 4:21 (B.J. Cook, Sheree Jeacocke, Lou Pomanti)
2. I Need Your Body – 4:04 (Ross Inglis)
3. Close to My Heart – 4:09 (David A Stewart, Richard Feldman)
4. For the Sake of Talking – 4:51 (Inglis)
5. Rumour Has It – 3:55 (Mike Bray, Inglis)
6. Images of Love – 4:14 (Inglis)
7. Strong as Steel – 5:08 (Diane Warren)
8. The Machine's Breaking Down – 4:38 (Inglis)
9. I'll Be Here – 5:32 (Inglis)
10. Stagefright – 3:39 (Inglis)
11. I Believe (When I Fall in Love It Will Be Forever) – 5:48 (Stevie Wonder, Yvonne Wright)
12. I Need Your Body (Original 12" Mix) – 6:24 (Inglis)
13. The Machine's Breaking Down (Club Mix Hot Dr. Mix) – 8:06 (Inglis)